# شهرستان شنچیو
شهرستان شنچیو (به لاتین: Shenqiu County) یک شهرستان‌های جمهوری خلق چین در چین است که در ژوکو واقع شده‌است.